# Contea di Calumet
La contea di Calumet (in inglese, Calumet County) è una contea dello Stato del Wisconsin, negli Stati Uniti. La popolazione al censimento del 2000 era di 40 631 abitanti. Il capoluogo di contea è Chilton.